# نظام أباد
نظام أباد رمزها «NI» (بالإنجليزية: Nizamabad)‏ ، هو تقسيم إداري لدولة الهند تتبع ولاية أندرا برديش (بالإنجليزية: Andhra  Pradesh)‏ ، مركزها هو مدينة نظام أباد (بالإنجليزية: Nizamabad)‏ عدد سكانها حسب تعداد سنة 2001 هو 2,342,803 ، مساحتها 7,956 كم² وكثافة السكان 294 لكل كم² .

## المناخ
يظهر الجدول التالي التغييرات المناخية على مدار السنة لنظام أباد:
| البيانات المناخية لـنظام أباد     | البيانات المناخية لـنظام أباد | البيانات المناخية لـنظام أباد | البيانات المناخية لـنظام أباد | البيانات المناخية لـنظام أباد | البيانات المناخية لـنظام أباد | البيانات المناخية لـنظام أباد | البيانات المناخية لـنظام أباد | البيانات المناخية لـنظام أباد | البيانات المناخية لـنظام أباد | البيانات المناخية لـنظام أباد | البيانات المناخية لـنظام أباد | البيانات المناخية لـنظام أباد | البيانات المناخية لـنظام أباد |
| الشهر                             | يناير                         | فبراير                        | مارس                          | أبريل                         | مايو                          | يونيو                         | يوليو                         | أغسطس                         | سبتمبر                        | أكتوبر                        | نوفمبر                        | ديسمبر                        | المعدل السنوي                 |
| --------------------------------- | ----------------------------- | ----------------------------- | ----------------------------- | ----------------------------- | ----------------------------- | ----------------------------- | ----------------------------- | ----------------------------- | ----------------------------- | ----------------------------- | ----------------------------- | ----------------------------- | ----------------------------- |
| متوسط درجة الحرارة الكبرى °م (°ف) | 30.8 (87.4)                   | 33.6 (92.5)                   | 37.3 (99.1)                   | 40.2 (104.4)                  | 41.6 (106.9)                  | 36.6 (97.9)                   | 31.8 (89.2)                   | 30.6 (87.1)                   | 31.8 (89.2)                   | 32.2 (90.0)                   | 31.0 (87.8)                   | 30.2 (86.4)                   | 34.0 (93.2)                   |
| متوسط درجة الحرارة الصغرى °م (°ف) | 15.2 (59.4)                   | 17.7 (63.9)                   | 21.2 (70.2)                   | 24.6 (76.3)                   | 27.1 (80.8)                   | 25.1 (77.2)                   | 23.7 (74.7)                   | 23.0 (73.4)                   | 22.9 (73.2)                   | 20.7 (69.3)                   | 17.0 (62.6)                   | 14.2 (57.6)                   | 21.0 (69.9)                   |
| الهطول مم (إنش)                   | 9.7 (0.38)                    | 4.6 (0.18)                    | 11.8 (0.46)                   | 13.8 (0.54)                   | 17.3 (0.68)                   | 145.8 (5.74)                  | 286.1 (11.26)                 | 295.6 (11.64)                 | 160.0 (6.30)                  | 83.9 (3.30)                   | 12.4 (0.49)                   | 4.8 (0.19)                    | 1٬045٫8 (41.16)               |
| المصدر: IMD                       |                               |                               |                               |                               |                               |                               |                               |                               |                               |                               |                               |                               |                               |